# رئیس کیه؟
رئیس کیه؟ (به انگلیسی: Who's Boss?) یک فیلم صامت کوتاه کمدی است که در سال ۱۹۱۴ منتشر شد. از بازیگران این فیلم می‌توان به اولیور هاردی،  هری لورین و می هاتلی اشاره کرد.